# Rio Moder
Moder é um rio localizado na França. Tem 93 km de comprimento e está localizado no nordeste da França.